# Крайчек, Рихард
Рихард Питер Станислав Крайчек (нидерл. Richard Peter Stanislav Krajicek; род. 6 декабря 1971 года в Роттердаме, Нидерланды) — нидерландский теннисист чешского происхождения. Победитель Уимблдонского турнира 1996 года в одиночном разряде, обладатель 17 титулов ATP в одиночном разряде и 3 титулов в парном, экс-4-я ракетка мира в одиночном разряде.

## Общая информация
Сын чешских иммигрантов. Его сводная сестра Михаэлла Крайчек также является профессиональной теннисисткой, была в топ-30 мирового рейтинга в одиночном разряде. 
В 1999 году женился на голландской модели Дафне Деккерс (род. 1968), ставшей известной по роли в фильме про Джеймса Бонда «Завтра не умрёт никогда». В 1998 году у них родилась дочь Эмма, а в 2000 году — сын Алек.

## Спортивная карьера

### 1989—1992
Крайчек начал играть в теннис в четырёхлетнем возрасте. В профессионалах с 1989 года. В 1991 году дебютировал в основной сетке на Турнире Большого шлема в Австралии, где сумел добраться до 4 раунда. В этом же году ему удалось выиграть первый турнир ATP в Гонконге и финишировать на 45 месте в рейтинге по итогам года. На Australian Open-1992 Крайчек обыграл сеяных Майкла Чанга и Михаэля Штиха в пяти сетах и попал в полуфинал, но не смог выйти на матч с Джимом Курье из-за травмы плеча. Травма оказалась не слишком серьёзной. Уже в феврале Крайчек вернулся на корт, а в апреле добился другого значимого результата — впервые в карьере обыграл текущего лидера мирового рейтинга, которым тогда был Стефан Эдберг. Летом ему удалось выиграть титул в Лос-Анджелесе, а в ноябре в Антверпене. Сезон Крайчек закончил на десятом месте.
В 1993 году Крайчек стал полуфиналистом Открытого чемпионата Франции. Также ему удалось защитить титул на турнире в Лос-Анджелесе.

### 1993—1995
В следующем сезоне ему удалось победить на трёх турнирах в Барселоне, Росмалене и Сиднее. В 1995 году ему удалось выиграть в Штутгарте и родном Роттердаме.

### 1996—1998
В 1996 году Крайчеку удалось выйти в финал на турнире в Риме, а также в четвертьфинал на Открытом чемпионате Франции. Но главный его успех в этом году был на Уимблдонском турнире. Выиграв в первых раундах без особых проблем Хавьера Санчеса, Деррика Ростанго, Бретта Стивена и Михаэля Штиха, в четвертьфинале он вышел на трёхкратного (на тот момент) победителя турнира и первую ракетку мира Пита Сампраса. Неожиданно для многих специалистов (несмотря на то, что к тому моменту счёт их личных встреч был равным 2:2), Крайчеку удалось обыграть именитого соперника в трёх сетах (7-5, 7-63, 6-4), тем самым став единственным теннисистом, сумевшим обыграть Сампраса в период с 1993 по 2000 год на Уимблдонском турнире. Пит не справился с его подачей (Крайчек выполнил 28 эйсов, в то время как американец — 8) и глубокими кручёными ударами с бэкхенда и уступил в трёх партиях. Это был второй и последний случай, когда Сампрас был бит на Уимблдоне в трёх сетах (впервые же такое произошло, когда Питу было 18 лет). Больше в 20-м веке Пит на кортах Всеанглийского лаун-теннисного клуба не проигрывал. После этой победы, выиграв в полуфинале Джейсона Столтенберга и в финале Маливая Вашингтона, Крайчек стал победителем Уимблдонского турнира. По итогам года он поднялся на седьмую строчку в рейтинге, а, став первым представителем Нидерландов, который смог выиграть титул на турнире Большого шлема в одиночном разряде, был признан на родине спортсменом года. В 1997 году Крайчеку удалось выиграть ещё три турнира ATP: во второй раз в карьере в Роттердаме и Росмалене и первый раз в Токио, а также дойти до четвертьфинала на Открытом чемпионате США. За 1998 год ему удалось завоевать два титула в Санкт-Петербурге и на турнире серии Мастерс в Штутгарте. На успешном для себя Уимблдонском турнире в этом году он дошёл до полуфинала, где он встречался с хорватом Горанам Иванишевичем. Этот поединок стал одним из самых упорных на турнире и, продолжавшись 3 часа 22 минуты, завершился со счётом 6-3, 6-4, 5-7, 6-75, 15-13 в пользу Иванишевича. Крайчеку, набившему за матч 42 эйса (у Иванишевича 28) даже такое большое количество подач навылет не помогло победить.

### 1999—2001
В 1999 году он побеждает ещё на двух турнирах. В феврале титул был получен в Лондоне, а в марте победил на турнире серии Мастерс в Майами, где не оставил шансов Марату Сафину, Питу Сампрасу и Томасу Энквисту, а в финале в четырех партиях был побеждён 20-летний француз Себастьян Грожан — 4-6, 6-1, 6-2, 7-5. Благодаря выигрышу в Майами он поднимается на самую высокую в своей карьере — четвертую строчку в рейтинге теннисистов ATP. Но этот титул так и остался последним титулом в карьере Крайчека. Отметим, что к моменту старта US Open у Крайчека уже произошли приятные перемены в личной жизни. 7 июля 1999 года он женился на голландской модели Дафне Декерс, снявшейся в нескольких фильмах. Есть в её послужном списке и небольшая роль в 18-й по счёту Бондиане — "Завтра не умрёт никогда" с Пирсом Броснаном. Кроме того, Дафна была в числе людей, раскручивавших на голландском телевидении первое в истории реалити-шоу. На Открытом чемпионате США в этом сезоне в четвертьфинальном матче против Евгения Кафельникова Крайчек устанавливает рекордный на тот момент показатель по количеству эйсов в одной встрече. Таких подач у Рихарда набралось 49, но это не помогло ему, и в итоге Кафельников победил — 6-7, 6-74, 6-3, 6-1, 6-75. В следующем 2000 году Рихард вновь сумеет дойти до четвертьфинала в США, а за свою благотворительную деятельность он получил по итогам года награду ATP «За человечность и благотворительность». Но осенью на турнире серии Мастерс в Штутгарте Рихард в матче второго круга против молодого австралийца Ллейтона Хьюитта не только проиграл — 4-6, 5-7, но и получил очередную травму.

### 2002—2003
В год своего 30-летия, в 2001 году Крайчек не смог выйти на корт из-за травмы и вернулся лишь перед Уимблдоном-2002. В Хертогенбосе Рихард сразу уступил Роджеру Федереру — 2-6, 5-7, а вот на Уимблдоне вышел в четвертьфинал, победив по пути такого же физически мощного австралийца Марка Филиппуссиса — 6-72, 7-64, 6-71, 7-65, 6-4. В четвертьфинале же Крайчек в упорной борьбе со счётом 1-6, 6-4, 2-6, 6-3, 7-9 в решающем сете проиграл бельгийцу Ксавье Малиссу, который тогда проводил турнир всей своей жизни — и в последний раз покинул Центральный корт в качестве действующего теннисиста. В итоге Рихард получил награду в номинации награду ATP «Возвращение года». Увы, проблемы со здоровьем на этом не закончились. Неплохо отыграв летние турниры на харде, на Открытом чемпионате США Рихард не доиграл уже матч первого круга — проиграв первый сет чеху Иржи Новаку, Рихард снялся — 1-6, 4-5. Больше в 2002 году Крайчек так и не играл, вернувшись только в следующем сезоне. В Открытом чемпионате Австралии голландец во втором круге уступил немцу Райнеру Шуттлеру, который потом довольно неожиданно попал в финал турнира. По ходу сезона Крайчек отмечался победами над неслабыми соперниками — были побеждены уже тогда довольно сильные Николай Давыденко и Радек Штепанек, но глобальных успехов не было. На травяном турнире в Лондоне Крайчек обыграл Марка Филиппуссиса — 7-64, 6-3 и чеха Яна Вацека — 7-5, 2-6, 6-3, но в четвертьфинале Рихард не смог оказать второй ракетке мира, ветерану Андре Агасси достойного сопротивления и уступил — 1-6, 2-6. Обидно лишь, что битый им в Лондоне Филиппуссис через пару недель сумел обыграть в четвертьфинале Уимблдонского турнира Агасси и выйти в финал (где проиграл Федереру). Крайчек же был вынужден сначала сняться с Уимблдонского турнира, а через день и вовсе заявил о завершении своей карьеры из-за хронической травмы локтя. Сделал он это на турнире в Хертогенбосе  аккурат перед стартом Уимблдона-2003, где в матче первого круга он уступил французу Оливье Мутису — 4-6, 6-74.

## Выступления среди ветеранов и деятельность вне корта
Крайчек продолжил заниматься своим благотворительным фондом, цель которого заключается в том, чтобы помогать детям из малообеспеченных семей заниматься спортом – прежде всего теннисом и футболом. Этот фонд существует ещё с 1993 года, а в 2000 году Крайчек получил за него награду имени Артура Эша «За человечность и благотворительность». В 2004 году Крайчек стал директором турнира ATP в Роттердаме, который в предыдущие годы выигрывали многие знаменитые теннисисты — в том числе и сам Рихард. Голландцу удалось сохранить на этом соревновании достаточно сильный состав  по уровню участников это крупнейшее мужское состязание, которое проходит в феврале в европейских залах. Так, с момента его назначения список чемпионов пополнился Ллейтоном Хьюиттом, Роджером Федерером, Энди Марреем, Робином Сёдерлингом и Михаилом Южным. В 2008 году же, когда готовилась и осуществлялась глобальная реформа теннисного календаря, Роттердам вошёл в число турниров серии ATP 500. А одно время Рихард претендовал на то, чтобы стать президентом ATP, заменив покидающего этот пост Адама Хельфанта.

## Финалы турниров Большого шлема

### Одиночный разряд (1)

#### Победа (1)
| №  | Год  | Турнир              | Соперник в финале | Счет          |
| -- | ---- | ------------------- | ----------------- | ------------- |
| 1. | 1996 | Уимблдонский турнир | Маливай Вашингтон | 6-3, 6-4, 6-3 |

## Выступления на турнирах ATP
| Легенда                        |
| ------------------------------ |
| Турниры Большого шлема         |
| Кубок Мастерс / финал АТР-тура |
| ATP Мастерс / ATP Мастерс 1000 |
| АТР Gold / АТР 500             |
| АТР International/ АТР 250     |

### Титулы за карьеру (20)

#### Одиночный разряд (17)
| №   | Дата        | Турнир           | Покрытие  | Соперник в финале   | Счёт в финале                 |
| --- | ----------- | ---------------- | --------- | ------------------- | ----------------------------- |
| 1.  | 8 апр 1991  | Гонконг          | Хард      | Уолли Мазур         | 6-2, 3-6, 6-3                 |
| 2.  | 10 авг 1992 | Лос-Анджелес     | Хард      | Марк Вудфорд        | 6-4, 2-6, 6-4                 |
| 3.  | 16 ноя 1992 | Антверпен        | Ковер(i)  | Марк Вудфорд        | 6-2, 6-2                      |
| 4.  | 9 авг 1993  | Лос-Анджелес (2) | Хард      | Майкл Чанг          | 0-6, 7-6(3), 7-6(5)           |
| 5.  | 11 апр 1994 | Барселона        | Грунт     | Карлос Коста        | 6-4, 7-6(6), 6-2              |
| 6.  | 13 июн 1994 | Росмален         | Трава     | Карстен Браш        | 6-3, 6-4                      |
| 7.  | 10 окт 1994 | Сидней           | Хард      | Борис Беккер        | 7-6(5), 7-6(7), 2-6, 6-3      |
| 8.  | 27 фев 1995 | Штутгарт         | Ковер (i) | Михаэль Штих        | 7-6(4), 6-3, 6-7(6), 1-6, 6-3 |
| 9.  | 6 мар 1995  | Роттердам        | Ковер (i) | Паул Хархёйс        | 7-6(5), 6-4                   |
| 10. | 8 июл 1996  | Уимблдон         | Трава     | Маливай Вашингтон   | 6-3, 6-4, 6-3                 |
| 11. | 10 мар 1997 | Роттердам (2)    | Ковер(i)  | Даниэль Вацек       | 7-6(4), 7-6(5)                |
| 12. | 21 апр 1997 | Токио            | Хард      | Лионель Ру          | 6-2, 3-6, 6-1                 |
| 13. | 23 июн 1997 | Росмален (2)     | Трава     | Гийом Рау           | 6-4, 7-6(7)                   |
| 14. | 16 фев 1998 | Санкт-Петербург  | Ковер (i) | Марк Россе          | 6-4, 7-6(5)                   |
| 15. | 2 ноя 1998  | Штутгарт (2)     | Хард (i)  | Евгений Кафельников | 6-4, 6-3, 6-3                 |
| 16. | 1 мар 1999  | Лондон           | Ковер (i) | Грег Руседски       | 7-6(6), 6-7(5), 7-5           |
| 17. | 29 мар 1999 | Майами           | Хард      | Себастьян Грожан    | 4-6, 6-1, 6-2, 7-5            |

#### Парный разряд (3)
| №  | Дата        | Турнир    | Покрытие | Партнёр     | Соперники в финале                  | Счёт в финале |
| -- | ----------- | --------- | -------- | ----------- | ----------------------------------- | ------------- |
| 1. | 22 июл 1991 | Хилверсюм | Грунт    | Ян Симеринк | Франсиско Клавет Магнус Густафссон  | 7-5, 6-4      |
| 2. | 12 мар 1993 | Майами    | Хард     | Ян Симеринк | Патрик Макинрой Джонатан Старк      | 6-7, 6-4, 7-6 |
| 3. | 12 июн 1995 | Росмален  | Трава    | Ян Симеринк | Хендрик-Ян Давидс Андрей Ольховский | 7-5, 6-3      |

### Поражения в финалах (12)

#### Одиночный разряд (9)
| №  | Дата        | Турнир       | Покрытие | Соперник в финале | Счёт в финале              |
| -- | ----------- | ------------ | -------- | ----------------- | -------------------------- |
| 1. | 13 апр 1992 | Токио        | Хард     | Джим Курье        | 4-6, 4-6, 6-7(3)           |
| 2. | 22 фев 1993 | Штутгарт     | Ковер(i) | Михаэль Штих      | 6-4, 5-7, 6-7(4), 6-3, 5-7 |
| 3. | 21 авг 1995 | Нью-Хейвен   | Хард     | Андре Агасси      | 6-3, 6-7(2), 3-6           |
| 4. | 20 мая 1996 | Рим          | Грунт    | Томас Мустер      | 2-6, 4-6, 6-3, 3-6         |
| 5. | 5 авг 1996  | Лос-Анджелес | Хард     | Майкл Чанг        | 4-6, 3-6                   |
| 6. | 27 окт 1997 | Штутгарт (2) | Ковер(i) | Петр Корда        | 6-7(6), 2-6, 4-6           |
| 7. | 10 авг 1998 | Торонто      | Хард     | Патрик Рафтер     | 6-7(3), 4-6                |
| 8. | 1 ноя 1999  | Штутгарт (3) | Хард(i)  | Томас Энквист     | 1-6, 4-6, 7-5, 5-7         |
| 9. | 19 июн 2000 | Халле        | Трава    | Давид Приносил    | 3-6, 2-6                   |

#### Парный разряд (3)
| №  | Дата        | Турнир   | Покрытие | Партнёр      | Соперники в финале                | Счёт в финале |
| -- | ----------- | -------- | -------- | ------------ | --------------------------------- | ------------- |
| 1. | 1 окт 1990  | Афины    | Грунт    | Том Кемперс  | Серхио Касаль Хавьер Санчес       | 4-6, 3-6      |
| 2. | 10 июн 1991 | Росмален | Трава    | Ян Симеринк  | Хендрик-Ян Давидс Паул Хархёйс    | 3-6, 6-7      |
| 3. | 28 мар 1994 | Оэйраш   | Грунт    | Менно Остинг | Кристиан Бранди Федерико Мордеган | Без игры      |

## Награды
- Рыцарь ордена Нидерландского льва (1997)[2].
- Офицер ордена Оранских-Нассау (2017)[3].
- Золотая Почётная медаль За инициативу и изобретательность[нидерл.] (2024)[4].